# Hedriodiscus infrapallidus
Hedriodiscus infrapallidus är en tvåvingeart som först beskrevs av Lindner 1951.  Hedriodiscus infrapallidus ingår i släktet Hedriodiscus och familjen vapenflugor. Inga underarter finns listade i Catalogue of Life.